# Sean Johnson
Sean Everet Johnson (* 31. Mai 1989 in Lilburn, Gwinnett County, Georgia) ist ein US-amerikanischer Fußballtorhüter.

## Persönliches
Geboren und aufgewachsen in Lilburn, besuchte Johnson die High School in Snellville. Im Jahr 2007 nahm er ein Studium an der University of Central Florida in Orlando auf, das er im Jahr darauf abbrach. Er besitzt neben dem US-amerikanischen Pass auch die Staatsangehörigkeit Jamaikas, von wo seine Eltern herkommen.

## Karriere

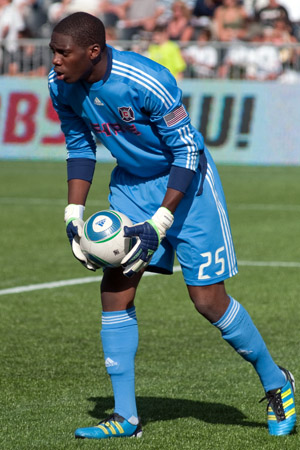
Johnson im Jahr 2011

### Vereine
Im Jahr 2009 bestritt Johnson sechs Spiele für die Atlanta Blackhawks in der USL Premier Development League.
Nachdem er beim MLS SuperDraft von Chicago Fire gewählt worden war, ging er 2010 in seine erste Saison in der Major League Soccer. Nachdem er zunächst noch Ersatz für Andrew Dykstra war, debütierte er bei einem Ligaspiel am 8. August 2010, als die Mannschaft zu einem 3:2-Sieg gegen Los Angeles kam. Bis Saisonende bestritt Johnson 13 Spiele in der MLS.
Seitdem ist Johnson die klare Nummer 1 im Tor der Chicagoer und hat in jeder Saison mindestens 28 Spiele bestritten. Sein Jahresgehalt liegt bei 250.000 US-$ (Stand: April 2014).

### Nationalmannschaft
Johnson, der in der Vergangenheit auch mit jamaikanischen Jugendauswahlteams trainierte, entschied sich letztendlich für eine Karriere in der Nationalmannschaft der USA.
Mit der U-20-Nationalmannschaft war er 2009 als Ersatzspieler bei der Weltmeisterschaft in Ägypten. Das Turnier endete für die Mannschaft bereits nach der Gruppenphase. Im selben Jahr gehörte er auch zum US-amerikanischen Aufgebot beim CONCACAF-Turnier derselben Altersklasse in Trinidad und Tobago. Im Finale scheiterte man an der Mannschaft Costa Ricas.
Im Frühjahr 2012 war er mit der U-23-Nationalmannschaft bei den Qualifikationsspielen zu den Olympischen Spielen 2012. Er kam insgesamt ein Mal zum Einsatz; der Einzug in die Hauptrunde wurde verpasst.
Am 22. Januar 2011 debütierte er bei einem Freundschaftsspiel gegen Chile in der A-Nationalmannschaft. Für den CONCACAF Gold Cup 2013 wurde er von Nationaltrainer Jürgen Klinsmann in den 23 Mann starken Kader berufen. Am 16. Juli bestritt er beim 1:0-Sieg gegen Costa Rica sein einziges Spiel im Turnierverlauf. Als Ersatzmann für Nick Rimando erlebte er am 28. Juli den Titelgewinn nach einem 1:0 gegen Panama. Für die Weltmeisterschaft 2014 in Brasilien wurde er von Klinsmann nicht berücksichtigt, da ihm die – in der Premier League spielenden – Tim Howard und Brad Guzan wieder zur Verfügung standen.

## Titel
- CONCACAF Gold Cup 2013